# Maria Santissima della Madia

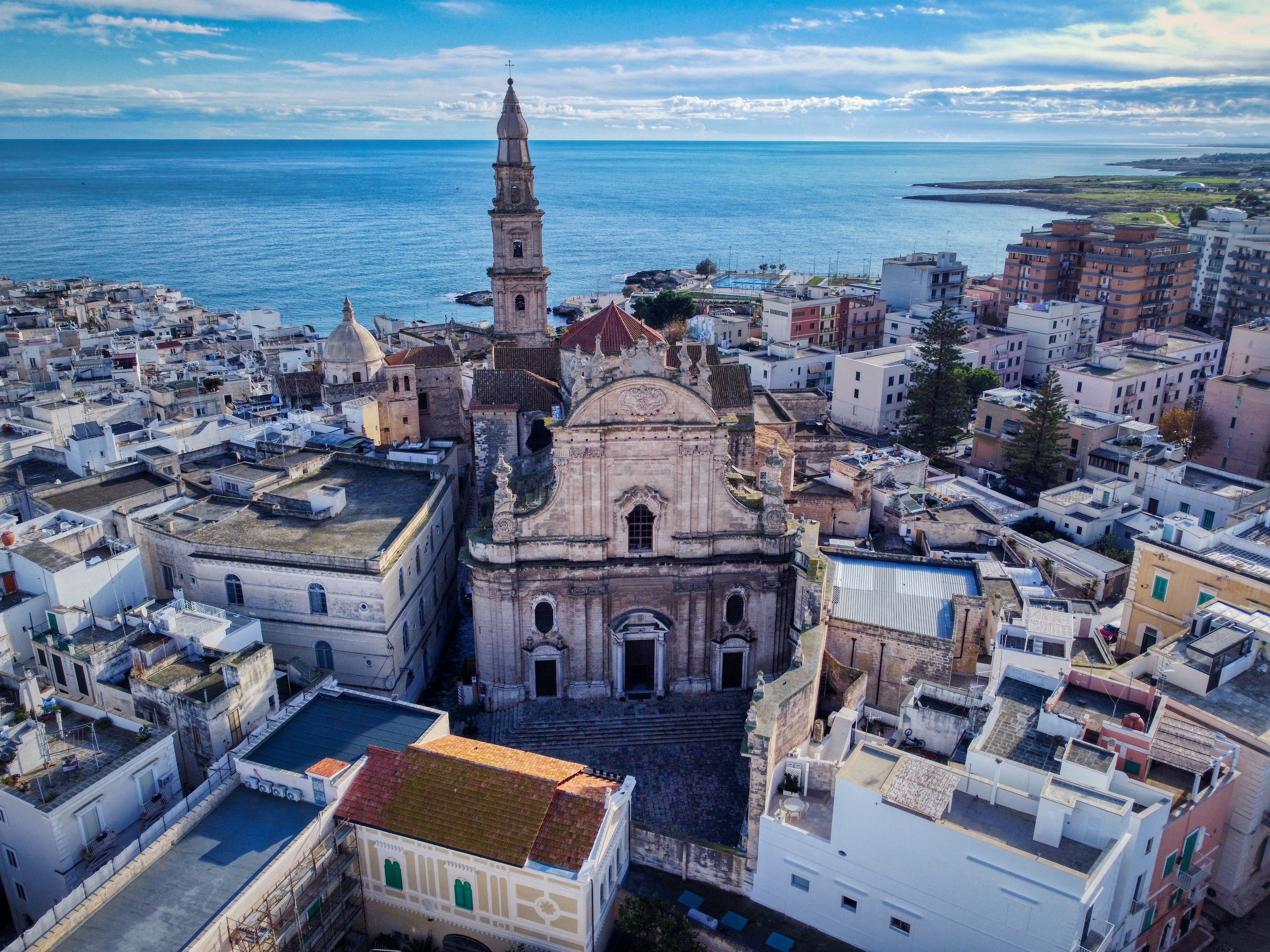
Konkathedrale Maria Santissima della Madia

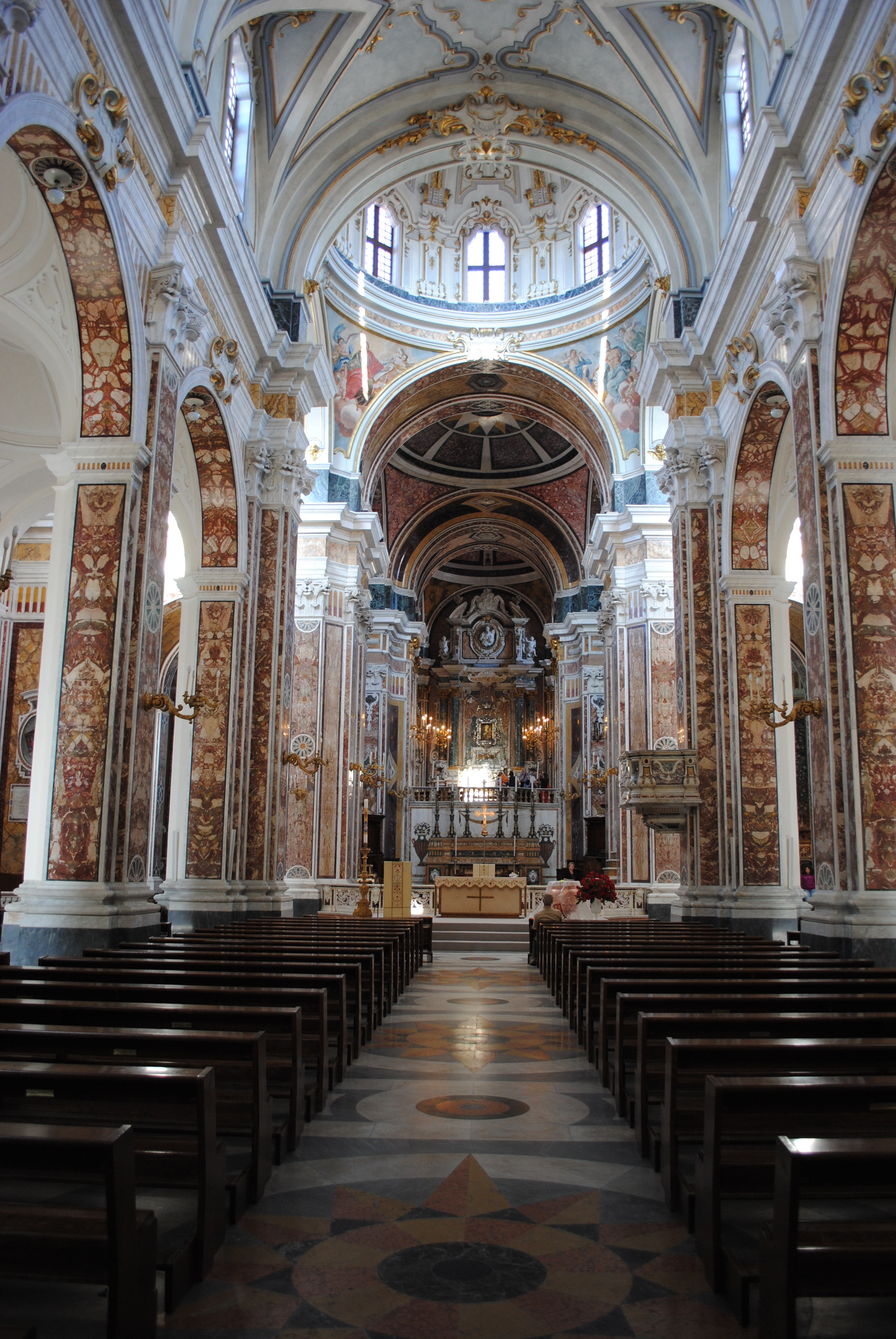
Innenraum

Maria Santissima della Madia ist eine römisch-katholische Kirche in Monopoli, Italien. Die Konkathedrale des Bistums Conversano-Monopoli trägt den Titel einer Basilica minor. Die im 18. Jahrhundert als Kathedrale des Bistums Monopoli erbaute barocke Kirche ist als Nationaldenkmal denkmalgeschützt.

## Geschichte
Das Gelände, auf dem die Kathedrale in Monopoli steht, hat sich dank der 1986 begonnenen archäologischen Ausgrabungen als ein Gebiet mit antiken und komplexen zeitlichen Schichtungen erwiesen, die um 4500 v. Chr. beginnen und bis in die Gegenwart reichen. Es wurden Pfahllöcher der Bronzezeit und Überreste eines heidnischen Tempels gefunden. Weiterhin wurden hellenistische und frühmittelalterliche, christliche Bestattungen belegt.

### Romanische Kathedrale
Die romanische Kathedrale von Monopoli entstand nach dem Abriss eines als Kirche genutzten Merkurtempels, der um 256 n. Chr. errichtet worden war und von dem eine griechische Inschrift in der Sakristei der Kathedrale zu sehen ist. Die Kathedrale wurde von 1107 bis 1117 auf Initiative von Bischof Romuald (1077–1118) und unter Mitwirkung des Herzogs Robert von Altavilla im romanischen Stil erbaut, aber die Arbeiten wurden bald unterbrochen, da es an geeignetem Material für den Bau des Daches fehlte. Der Überlieferung zufolge landete in der Nacht des 16. Dezember 1117 ein Floß mit der Ikone der Madonna della Madia im Hafen der Stadt. Mit den Balken des Floßes, einunddreißig nach dem Zeugnis von Glianes, sei die Kirche vollendet worden. Die Kirchweihe erfolgte erst am 1. Oktober 1442. Die Basilika hatte drei Schiffe, ein Querschiff und eine Apsis. Die Abmessungen betrugen 31,90 m in der Länge und 17 m in der Breite. Ab dem 16. Jahrhundert wurden bedeutende Veränderungen an der Kathedrale vorgenommen. Tatsächlich wurde 1501 zwischen dem Hochaltar und der Apsis ein Retabel mit 16 Nischen und ebenso vielen Statuen errichtet, und darüber wurde eine kleine, erhöhte Kapelle für die verehrte Ikone geschaffen. Diese Anordnung einer erhöhten Kapelle anstelle der Apsis wurde zum ersten Mal angewandt. Zwischen dem 16. und 17. Jahrhundert wurden acht Seitenkapellen hinzugefügt, vier auf jeder Seite.
Später, als die erhöhte Kapelle der Madonna de la Madia aufgrund der Begrenzung durch die romanische Apsis als zu klein erachtet wurde, wurde zwischen 1642 und 1643 der gesamte Bereich hinter dem Hochaltar abgerissen, um einen neuen Bau zu errichten, der im oberen Teil eine größere Kapelle und im unteren Bereich die Sakristei ermöglichte. Zu diesem Bauwerk, von dem heute nur noch die imposanten Fundamente auf Höhe der romanischen Krypta zu sehen sind, wurde 1693 ein neuer Glockenturm im Barockstil errichtet, der den romanischen Turm ersetzte, der durch einen Blitzschlag eingestürzt war.

### Barocke Kathedrale
Im 18. Jahrhundert wurden das gesamte romanische Gebäude und die späteren Bauten mit Ausnahme des kürzlich fertig gestellten Glockenturms abgerissen, um die neue barocke Kathedrale zu errichten, deren Bau 1742 begann und 1772 abgeschlossen wurde. Der Wunsch der Domherren nach einer neuen Kirche hatte mehrere Gründe: zum einen die Notwendigkeit eines Sakralbaus, der den Bedürfnissen der ständig wachsenden Bevölkerung gerecht wird, zum anderen der Wunsch, der barocken Mode der Zeit zu folgen und eine Kathedrale zu beseitigen, die zu diesem Zeitpunkt bereits baufällig war und in jedem Fall den Einsatz enormer Mittel für Ausbesserungsarbeiten erfordert hätte, die die Domherren nicht auf sich nehmen wollten. So entschied man sich für die völlige Zerstörung des alten romanischen Gotteshauses. Für den Bau der barocken Kathedrale wurden zwei Baumeister und Ingenieure hinzugezogen, Michele Colangiuli aus Acquaviva delle Fonti und Pietro Magarelli aus Molfetta, die eine Kirche errichteten, die den Vorgaben des Kapitels entsprach: groß, geräumig und mit der Ikone der Heiligen Jungfrau der Madia im Hintergrund. 1786, dreizehn Jahre nach der Einweihung, wurde zum Schutz des Friedhofs vor dem starken Wind, der vom Meer her kam, eine dreiunddreißig Meter hohe Mauer, die so genannte Muraglione, auf der rechten Seite der Fassade von Giuseppe Palmieri errichtet, auf der zehn der zwölf Statuen des antiken Retabels aus dem 16. Jahrhundert (u. a. Franziskus, Dominikus, Jesaja, Jeremia, Hesekiel) aufgestellt wurden, wahrscheinlich ein Werk von Ludovico Fiorentino, der im 16. Jahrhundert tätig war. Einige Statuen weisen Verformungen auf, die durch einen Blitz verursacht wurden, der am Weihnachtstag 1519 in den Hochaltar einschlug. Jahrhunderts wurde die Märtyrerkapelle gebaut und 1850 die obere Kapelle fertiggestellt; Ende des 19. Jahrhunderts ließ Abt Domenico Capitanio auf eigene Kosten den Marmorfußboden des Chors anfertigen. Anfang des 19. Jahrhunderts wurde der Marmorfußboden der Kirchenschiffe hergestellt, die Decke des Kirchenschiffs und der Kuppel bemalt, die Säulen mit Marmor verziert und die neue Orgel eingebaut, die die aus dem 18. Jahrhundert ersetzt.

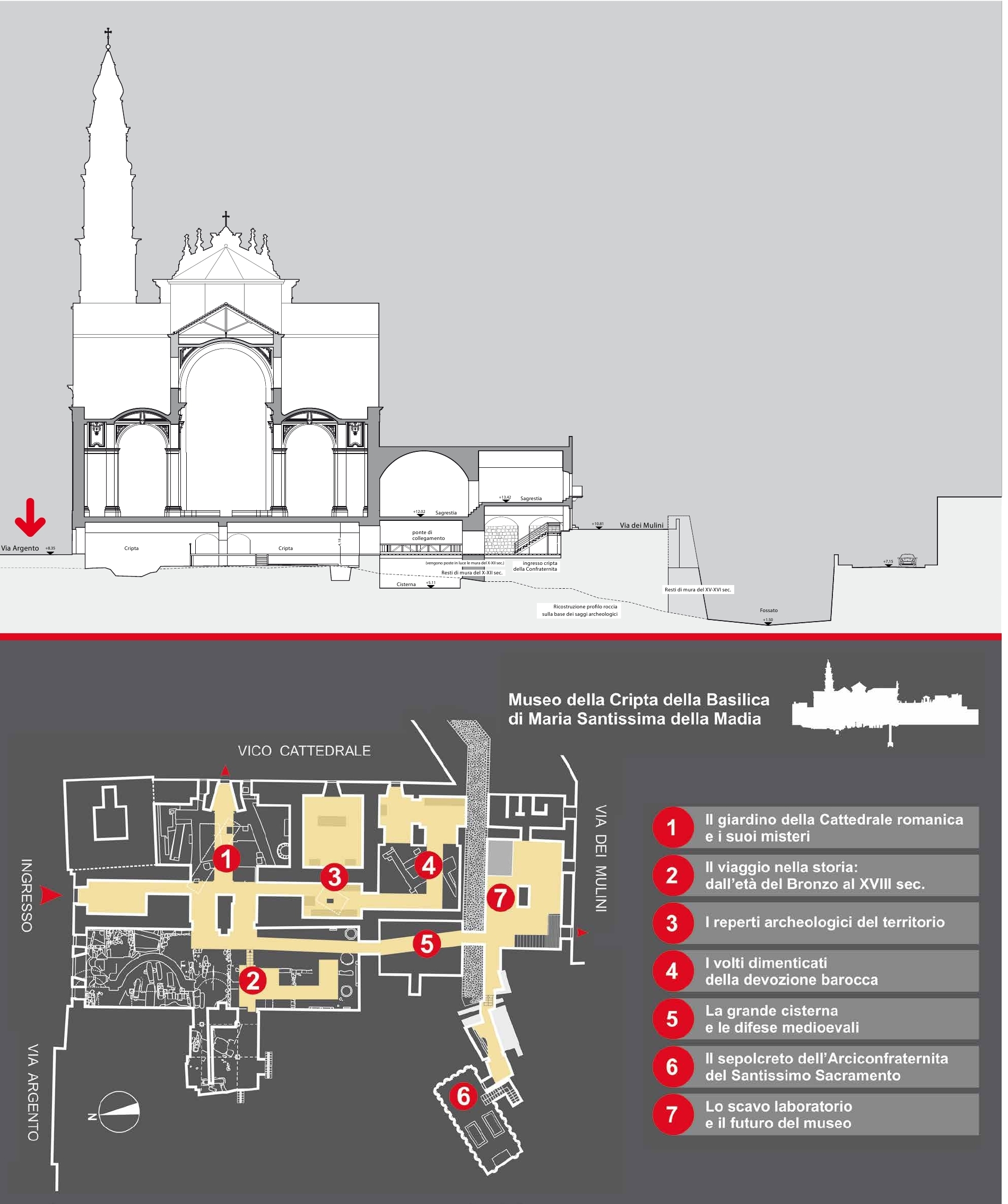
Plan der Krypta mit Museum

Im Oktober 1921 wurde die Kathedrale von Papst Benedikt XV. in den Rang einer Basilika minor erhoben. Im Jahr 1959 wurde die Unterführung gebaut, die die Piazza Manzoni mit dem Domvorplatz verbindet. Bei Baumaßnahmen ab 1978 wurde die romanische Krypta entdeckt und über die Sakramentskapelle zugänglich gemacht. Hier werden wertvolle Skulpturen und Dekorationsgegenstände aus der Romanik, Gotik und Renaissance aufbewahrt. 1986 verlor die Kirche durch die Bistumsfusion mit Conversano den Bischofssitz und wurde zur Konkathedrale.

## Beschreibung
Die durch sieben Stufen über das Straßenniveau angehobene Fassade, die reich an barocken Elementen ist, ist horizontal in zwei Teile gegliedert: Im unteren Teil befinden sich die drei Eingangsportale: Über dem mittleren befindet sich ein Tympanon, das von Säulen in zusammengesetzter Anordnung getragen wird und ein Trennelement zum oberen Teil darstellt, wo sich anstelle der Rosette ein großes Fenster und ein halbrunder Giebel befinden, in den eine Kartusche mit dem Monogramm der Madonna eingefügt ist. Auf beiden Seiten des Hauptportals befinden sich mit Girlanden geschmückte ionische Pilaster, die es von den Seiteneingängen trennen, die ebenfalls von mit Amphoren geschmückten Tympana überragt werden. Typisch barock sind die girlandenförmigen Voluten, Fialen und Ovale, die die Seitenfenster schmücken. Auf der linken Seite des Apsisbereichs befindet sich der Glockenturm mit sechs Etagen, der zwischen 1688 und 1693 errichtet wurde: Die alte romanische Kathedrale hatte drei Glockentürme, die nacheinander zerstört wurden.
Der Grundriss in Form eines lateinischen Kreuzes besitzt drei durch Säulen gegliederten Schiffe und ein doppeltes Querschiff und acht Seitenkapellen, vier pro Schiff. Weitere vier Kapellen befinden sich an den Enden der beiden Querschiffe, wobei die zweite Kapelle drei Stufen über dem Niveau der Basilika liegt. Das Hauptschiff und die Seitenschiffe sind durch eine Reihe kreuzförmiger Säulen mit Marmorintarsien voneinander getrennt. Das Hauptschiff ist mit einem Tonnengewölbe mit Lünetten bedeckt. An der Vierung zwischen dem Kirchenschiff und dem ersten Querschiff erhebt sich eine 31 m hohe Kuppel mit einem Durchmesser von etwa 9 Meter auf einem durchfensterten Tambour. An den Rändern der Kuppel befinden sich Fresken, die die vier Evangelisten darstellen.

## Ausstattung

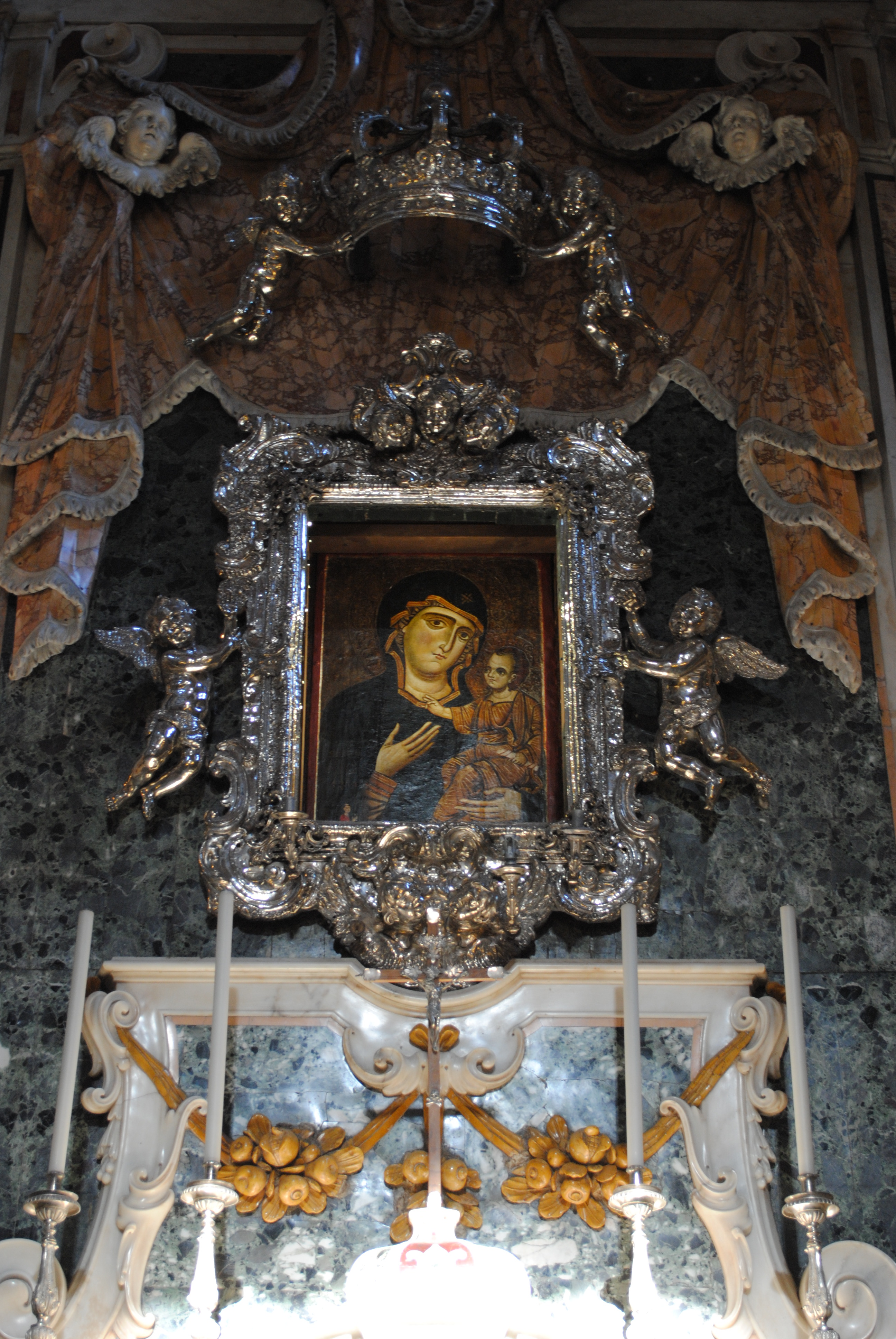
Unserer Lieben Frau von der Madia

Herausragend unter den Kapellen ist die Unserer Lieben Frau von der Madia. Der Bau der neuen Kapelle Mitte des 18. Jahrhunderts führte zur Zerstörung des Retabels aus dem 16. Jahrhundert. Er wurde durch zwei Bögen am Anfang und am Ende des Chors hervorgehoben. Die Ausschmückung des Gebäudes dauerte fast ein Jahrhundert, vor allem wegen der hohen Kosten für das verwendete Material: Sie wurde 1856 mit der Verlegung des Marmorfußbodens abgeschlossen. Die Kapelle, in der typischerweise der Triumph der Jungfrau dargestellt ist, verfügt über einen schönen Altar aus abwechselnd polychromem Marmor, der von vier Säulen aus grünem Marmor auf Sockeln mittlerer Höhe getragen wird, die von Friesen gekrönt sind. Die Ikone der Jungfrau Maria, die in ihren Zügen den vielen byzantinischen Madonnen in Apulien ähnelt, beherrscht die gesamte Kapelle. Zu beiden Seiten der Ikone stehen auf kleinen Kragsteinen die Statuen des hl. Michael und des hl. Josef von Giuseppe Sanmartino, dem Autor des Verhüllten Leichnam Christi (Cristo velato). Aus dem Jahr 1720 stammt der Silberrahmen des Bildes der Madonna der Madia. Die Kapelle wird durch mehrere Gemälde aus dem 18. Jahrhundert bereichert, darunter die Geschichten der Jungfrau Maria von Michele del Pezzo und zwei Gemälde von Pietro Bardellino, die den Kampf der Ikonoklasten darstellen, ein fast ätiologisches Motiv für die Ankunft der Ikone an den Ufern von Monopoli, und das Wunder des Floßes, das die ungewöhnliche Szenerie der Landung an einem Sommermorgen zeigt, vielleicht im Kontrast zur barbarischen Dunkelheit des ersten Gemäldes. Vor der Kapelle der Märtyrer befindet sich ein Gemäldezyklus mit dem Titel Die wundersame Ankunft der Madonna der Madia, der sich einst in der Sakristei der Kapelle befand.
Die Hauptorgel befindet sich auf der Chorempore an der Gegenfassade. Sie wurde 1922 von dem Orgelbauer Francesco Consoli aus Locorotondo gebaut und 2005 von der Firma Brondino Vegezzi-Bossi restauriert. Sie verfügt über eine pneumatische Übertragung mit 30 Registern und ist vollständig in einem reich mit Schnitzereien und Vergoldungen verzierten klassizistischen Holzgehäuse untergebracht. Der Spieltisch, der sich ebenfalls auf der Chorempore befindet, verfügt über zwei Manuale und ein Pedal.